# ديردري باريت
ديردري باريت (بالإنجليزية: Deirdre Barrett)‏ هي عالمة نفس أمريكية، ولدت في القرن العشرين.